# Кам'янка-Волоська (гміна)
Гміна Камьонка Волоска — колишня (1934—1939 рр.) сільська ґміна Равського повіту (в часи Польської республіки (1918—1939) рр. — у складі Львівського воєводства. Центром ґміни було село Кам'янка-Волоська.

Під час адміністративної реформи 1 серпня 1934 р. було збережено ґміну Камьонка Волоска у Равському повіті.. До неї входили 3 парафії, серед яких Кам'янка-Старе Село, Кам'янка-Лісова (включала присілки Буди, Криве, Миляво, Пирятин, Бишків і Боброїди) і Кам'янка-Липник.

У 1934 р. територія ґміни становила 118,4 км². Населення ґміни станом на 1931 рік становило 10 549 осіб. Налічувалось 1 784 житлові будинки. 

Відповідно до Пакту Молотова — Ріббентропа 26 вересня територія ґміни була зайнята СРСР. Ґміна ліквідована в 1940 р. у зв’язку з утворенням Кам’янко-Волошського району.